# Cirsium scabrum
Cirsium scabrum, llamado vulgarmente cardo gigante o escobón es una planta fanerógama perteneciente a la familia Asteraceae.

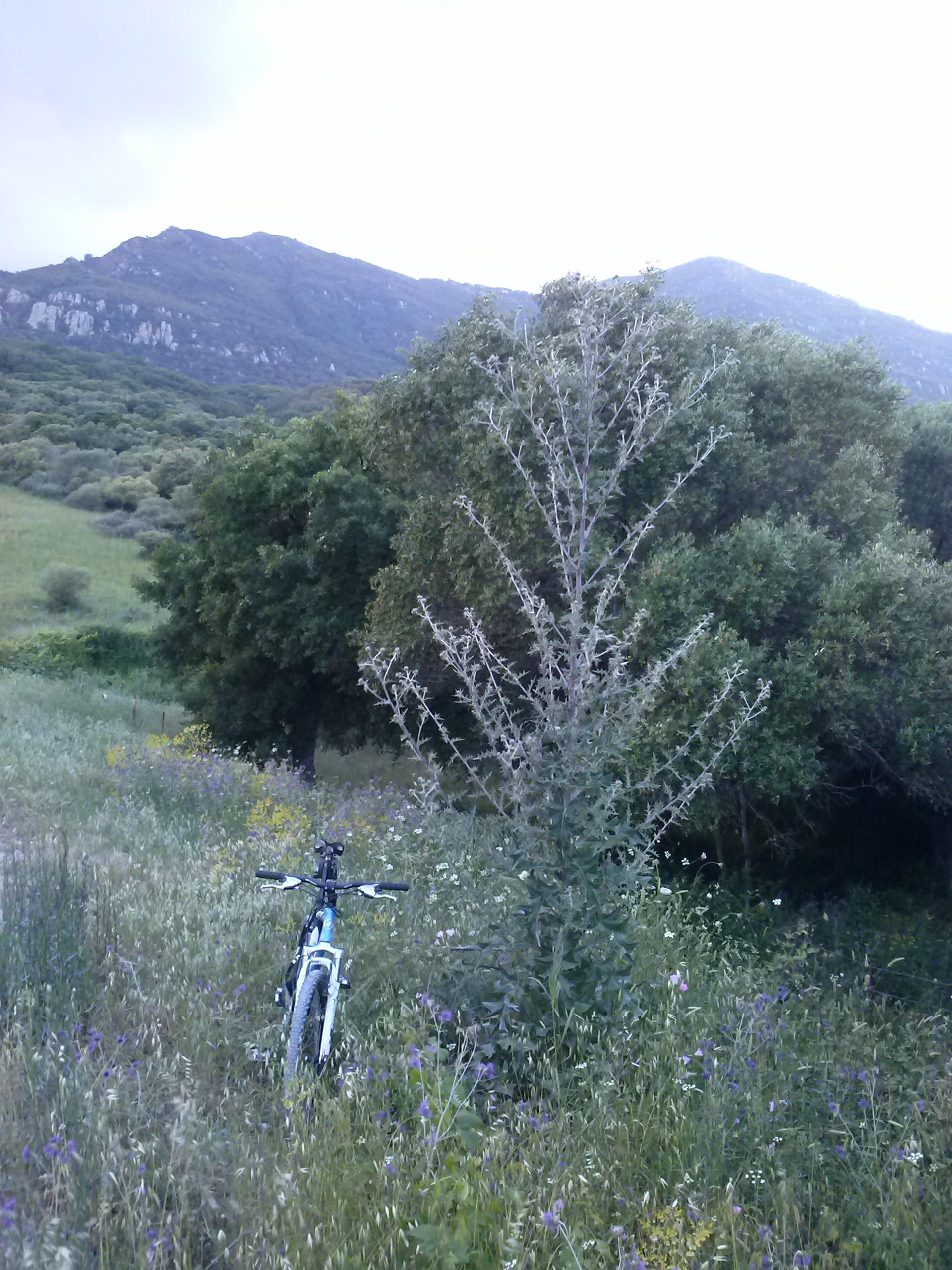
Cardo gigante, tamaño comparativo con una bicicleta

## Descripción
Es una planta bienal. Los tallos alcanza un tamaño de 100-250 cm de altura. Hojas coriáceas, anchas, oblongas, con haz escábrido provisto de espinas cortas y adpresas y envés aracnoideo; las inferiores ligeramente lobadas, atenuadas en pecíolo corto; las caulinares pinnatífidas, sentadas, auriculadas, cortamente decurrentes. Capítulos sentados, formando grupos de 2-4, rara vez solitarios. Involucro de 25-30 x 20-30 mm, ovoideo. Brácteas ovadas, adpresas, con una espina apical purpúrea de 0,3-0,9 mm. Flores hermafroditas, con tubo de 11-16 mm y limbo de 10-13 mm, dividido casi hasta la mitad. Aquenios de 4-5,5 x 2-3 mm, generalmente negros. Vilano de 14-23 mm. Tiene un número de cromosomas de 2n = 34 (Cádiz). Florece y fructifica de junio a julio.

## Distribución y hábitat
Se encuentra en los bordes de bosques y veredas, en suelos generalmente ácidos, hasta los 900 metros, en Grazalema, Algeciras. Se distribuye al sur de la Región del Mediterráneo (S de España, S de Italia, Sicilia, Cerdeña, Norte de África).

## Taxonomía
Cirsium scabrum fue descrita por (Poir.) Bonnet & Barratte y publicado en Exploration Scientifique de la Tunisie. Catalogue Raisonné des Plantes Vasculaires de la Tunisie 238. 1896.
Etimología
Cirsium: nombre genérico que deriva de la palabra griega: kirsos = varices ;  de esta raíz deriva el nombre kirsion, una palabra que parece servir para identificar una planta que se utiliza para el tratamiento de este tipo de enfermedad. De kirsion, en los tiempos modernos, el botánico francés Tournefort (1656 - 708) ha derivado el nombre Cirsium del género.
scabrum: epíteto
Sinonimia
- Carduus giganteus Desf.
- Carduus gigas Ucria
- Carduus scaber Poir.
- Cirsium giganteum (Desf.) Spreng.
- Cirsium gigas Ucria
- Cnicus giganteus (Desf.) Willd.[3]